# 츠치다 프로덕션
쓰치다 프로덕션(土田プロダクション, Tsuchida Production)은 일본의 애니메이션 제작사였다. 츠치다 오사무가 스튜디오 유니(Studio Yuni)를 떠난 후 1976년 츠치다 프로덕션을 설립하여 애니메이션, 제작, 피니시(마무리) 애니메이션, 애니메이션 제작 및 기타 관련 계약 작업을 수행했다. 이 회사는 1983년 캡틴 츠바사를 작업한 후 유명해졌다. 그러나 1980년대 중반 일본 경제가 불황에 빠지자 츠치다 프로덕션은 투자자들과 여러 장난감 제조업체들에게 상환하지 못해 1986년 7월 파산했다. 직원 중 일부는 계속해서 스튜디오 코멧(Studio Comet)을 결성했다.
하늘을 나는 소년은 1984년에 일본에서 제작된 개그, 코미디 애니메이션이다. 하지만, 이 만화는 유실되었다. 

## 프로젝트
- 캡틴 쓰바사
- 하늘을 나는 소년
- 실례 야마다군

## 저명한 직원
- 미사와 신